# David Gabaldón
David Gabaldón  Calzada (Igualada, Barcelona) 7 de mayo de 1970) es un exjugador español de hockey patines, 

## Trayectoria
Gabaldón jugaba de delantero y comenzó a jugar en el Colegio Jesús y María de Igualada. Después ficharía como infantil por el Igualada HC, con el que gana 4 ligas españolas y 3 Copas de Europa, entre otros títulos, en ocho temporadas (1987-1995)
Esta gran trayectoria la completó con 8 temporadas más en el FC Barcelona, donde gana 7 ligas españolas, y 4 Copas de Europa. También fue internacional por España. Se retiró el mismo año que Carles Folguera, con el que compartió la misma trayectoria de 8 años en el Igualada y 8 años en el FC Barcelona